# Via Celtica
La voie Celtica (Via Celtica) est une voie romaine qui traverse les Monts du Cantal (Mons Celtorum) (qui composaient autrefois le Pays des Arvernes avec l'actuel département du Puy-de-Dôme et le nord ouest du Cantal ) en allant de Massiac à Arpajon-sur-Cère. 
Après avoir suivi la vallée de l'Alagnon, deux itinéraires différents sont attestés : l'un par le plateau du Bru, la vallée de la Santoire, et le col de Cabre. L'autre passe à proximité du Plomb du Cantal et sur le plateau entre les vallées du Goul et de la Cère en suivant le tracé indiqué sur les cartes d'état-major jusqu'à Jou-sous-Monjou. Là, le chemin bifurque d'un côté vers le château de Carlat, de l'autre vers la vallée de la Cère.
C'est une voie secondaire (via terrana ou via rustica) considérée comme faisant partie d'un itinéraire plus long, la voie des Métaux, partant de l'estuaire de la Loire.
Une autre voie romaine traverse le Massif central plus au sud par la haute Margeride, en passant sur les plateaux de Trizac, de Collandres et d'Apchon, appelée la chaussée de la reine Blanche (Auvergne).

## Historique
Cette voie emprunte un itinéraire antique plus ancien que la conquête de la Gaule par les Romains. L'Itinéraire qui passe par le Plomb du Cantal et qui portait le  nom de grande estrade du Cantal, n'a jamais cessé d'être empruntée jusqu'à la fin du XVIIIe siècle, époque de la construction par les intendants d'une nouvelle route passant dans la vallée de la Cère (actuelle route nationale 122).

## Itinéraires

### Itinéraire par le plateau du Bru
- Depuis Massiac, elle franchit l'Alagnon au gué de Grenier-Montgon ;
- Sur le Plateau de La Bousseloeuf ou du Bru (alt. 1 090 m)[4]), des morceaux de cette voie, bordés de muret, sont toujours bien visibles ;
- Elle passe au sud d'Allanche au Plot du Cap (alt. 1 067 m), franchit la vallée au col de Combalut, puis  passe à Dienne (alt. 1 060 m.), ensuite franchit le col de Cabre (alt. 1 528 m, entre le Puy de Peyre-Arse 1 806 m et le puy Bataillouse 1 683 m) puis redescend la vallée de la Jordanne à Mandailles (Cantal) (alt. 924 m) jusqu'à Aurillac (alt. 620 m), et delà rejoint en plaine Arpajon-sur-Cère (alt. 610 m).

### Itinéraire par le Mons Celticum
Partant aussi de Massiac, elle longeait la vallée de l'Alagnon en passant à Molompize (alt.597 m), à côté de la commanderie de Celles (alt. 894 m.) jusqu'à Murat (alt. 898 m) ; de là, elle tournait vers Albepierre-Bredons (alt. 1 052 m) jusqu'au col de Prat-de-Bouc (alt. 1 396 m). Au col, la voie laisse à gauche la route de la vallée de Brezons qui conduit à Saint-Flour et monte vers l'ouest sur une arête passant au col de la Tombe-du-Père (alt. 1 586 m.), laissant le Plomb à droite pour prendre le col de la Pourtoune qui monte à l'altitude de 1 693 m. 

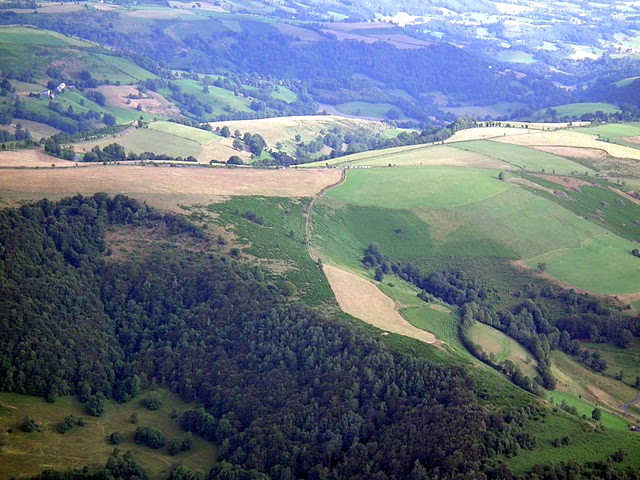
Descente du Mons Celtius sur la crète entre vallées du Goul et de la Cère

Actuellement, le GR4 permet d'emprunter une arête qui conduit en haut du Plomb du Cantal (alt. 1 855 m), d'où l'estrade du Cantal, qui reprend le tracé de la via Celtica, descend ensuite en ligne droite sur le plateau du Cantal qui sépare les vallées de la Cère et du Goul en passant :
- au Puy-Gros et à la chapelle du Cantal sur la commune de Pailherols,
- puis au buron de la Tuillière,
- jusqu'à Curebourse sur la commune de Saint-Clément (alt. 994 m.), lieu d'un péage qui commandait l'accès à un col permettant de descendre dans la vallée de la Cère par un passage en lacets jusqu'à Vic-sur-Cère (alt. 669 m.). Là se trouvait en vallée une source thermale où ont été découvertes de nombreuses monnaies romaines, et le pont romain de Fournols. Les nombreux toponymes en - ac attestent l'existence de domaines gallo-romains.

Au niveau de Puy-Gros (alt. 1 594 m.) se trouve une bifurcation qui donne accès au Rouergue par une autre voie.
Au niveau du buron de la Tuillière (alt. 1 337 m.), un col permet de redescendre de cette partie du plateau qui s'appelle Montagne du Jacquet dans la vallée de la Cère à Saint-Jacques-des-Blats (alt. 985 m.).
À partir de Vic, la route redevient rectiligne et passe en vallée par Polminhac (alt. 660 m.), Yolet, puis Arpajon-sur-Cère (alt. 610 m.).